# Ciulama
La ciulama és un plat semblant a l'estofat que es pot trobar principalment a la cuina romanesa i moldava. No obstant això, aquest plat té els seus orígens en la cuina turca (çullama), relacionada amb la cuina romanesa. Es prepara a partir de carn (especialment aviram) o bolets en salsa blanca. La salsa es fa amb farina amb cebes fregides amb greix.